# Théo Hannon
Pour les articles homonymes, voir Hannon.
Ne doit pas être confondu avec la Théodore Hannon, dit Théo Hannon.
Théo Hannon, né le 2 juin 1993, est un coureur français du combiné nordique.

## Biographie
Membre du club de ski de Bois-d'Amont, il fait ses débuts dans les compétitions de la FIS chez les juniors en 2008 dans cette localité. Il prend part à son premier championnat du monde junior en 2011 à Otepää. En 2012, il entre dans les dix premiers dans des épreuves de la Coupe OPA à Kranj et obtient son premier podium en fin d'année à Seefeld
Aux Championnats du monde junior 2013 à Liberec, il remporte la médaille d'argent dans la compétition individuelle avec Gundersen + 5 kilomètres, derrière l'Allemand Manuel Faisst, avec une deuxième place sur le saut. 
En 2013, il est aussi sacré champion de France dans l'épreuve par équipes de saut à ski en compagnie de Jason Lamy-Chappuis, Ronan Lamy-Chappuis et Samuel Guy.
Le 15 mars 2013, il fait sa première apparition sur une manche de la Coupe du monde à Oslo (39e), Poir entamer la saison suivante, il est 24e sur l'étape de Kuusamo, signant ses premiers et uniques points dans la Coupe du monde dans sa carrière.
Il marque des points ensuite seulement dans la Coupe continentale, avec quelques top dix, jusqu'en 2015, sa dernière année active dans le cirque blanc.

## Palmarès

### Coupe du monde
- Meilleur classement général : 75e en 2014.
- Meilleure performance individuelle : 24e.

#### Classements généraux annuels
| Année | Rang |
| 2014  | 75e  |

### Championnats du monde junior
Médaille d'argent sur l'épreuve Gundersen + 5 kilomètres en 2013 à Liberec.